# Placitum
Als Placitum wird in der Diplomatik eine königliche Gerichtsurkunde verstanden, die sich in der Gestaltung des Formulars von anderen Urkunden unterscheidet. Der Begriff placitum kann sich aber auch auf Zusammenkünfte und die dort gefassten Beschlüsse beziehen.
Placita stammen aus dem Frühmittelalter. Es gibt keine antiken Vorläufer. Das erste Placitum eines merowingischen Königs ist zum Jahr 643 überliefert. Aus der Merowingerzeit sind 19 Placita erhalten. Von arnulfingischen Hausmeiern stammen vier weitere. Aus der Regierungszeit Karl Martells sind noch acht Placita überliefert. Bereits nach 780 wurden nur noch zwei Placita für nordalpine Empfänger ausgestellt. In der Herrschaftszeit Ludwigs des Frommen verschwinden die Placita völlig. Während im ostfränkischen Reich Placita völlig fehlen, sind aus dem westfränkischen Reich noch einige Placita überliefert. Pippin I. von Aquitanien stellte erneut ein Placitum aus. Unter Kahl dem Kahlen und Karl dem Einfältigen sind jeweils drei weitere Placita bezeugt.
In der Diplomatik gibt es unterschiedliche Erklärungsansätze für das Verschwinden der Placita. Für Georges Tessier handelte es sich um ein Überlieferungsproblem. Nach Theodor Sickel fehlte dem Herrscher wegen anderer Verpflichtungen möglicherweise die Zeit zum Gerichthalten. Robert-Henri Bautier vermutete, dass ein diplomatisches Format durch ein anderes ausgetauscht worden sei. Andrea Stieldorf macht für das Verschwinden der herrscherlichen Placita keine urkundenimmanente Entwicklung verantwortlich, sondern sieht die Veränderungen im Gerichtswesen insbesondere in der zweiten Hälfte des 8. Jahrhunderts als auch in Herrschaftspraxis und -auffassung Karls des Großen und seines Sohnes als entscheidend an. Karl und Ludwig traten nicht mehr als Vorsitzende Richter im Königsgericht auf und damit seien auch die Placita verschwunden, die dies schilderten.